# 聖日耳曼昂萊國際學校

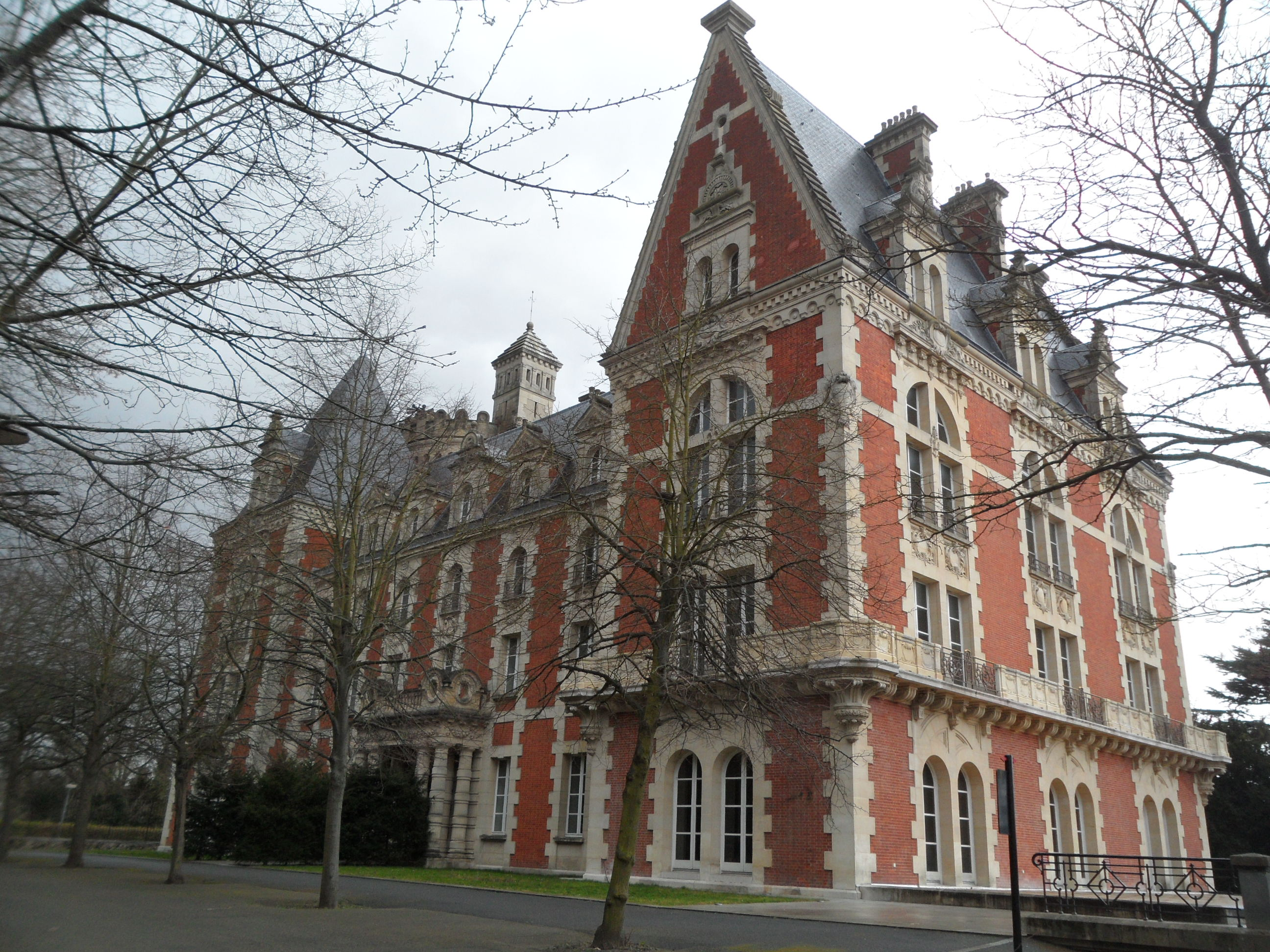
学校的城堡

圣日耳曼昂莱国际学校（法語：Lycée International de Saint-Germain-en-La）是法国的一所公立国际中学，成立于1952年，位于圣日耳曼昂莱。其现任校长为 Joël Bianco。